# Codemasters
Codemasters també conegut com a Code Masters és una de les desenvolupadores de videojocs més antigues i conegudes del Regne Unit, amb seu a Southam, Anglaterra, que és una filial de la corporació nord-americana Electronic Arts i gestionada sota la divisió EA Sports. Fundat pels germans Richard i David Darling l'octubre de 1986, Codemasters és un dels estudis de jocs britànics més antics, i el 2005 va ser nomenat millor desenvolupador de videojocs independent per la revista Develop.

## Videojocs publicats

### Família Atari de 8 bits
- Advanced Pinball Simulator
- BMX Simulator
- Fruit Machine Simulator
- Grand Prix Simulator
- Red Max
- Transmuter

### Nintendo Entertainment System
- Micro Machines

### Sega Genesis

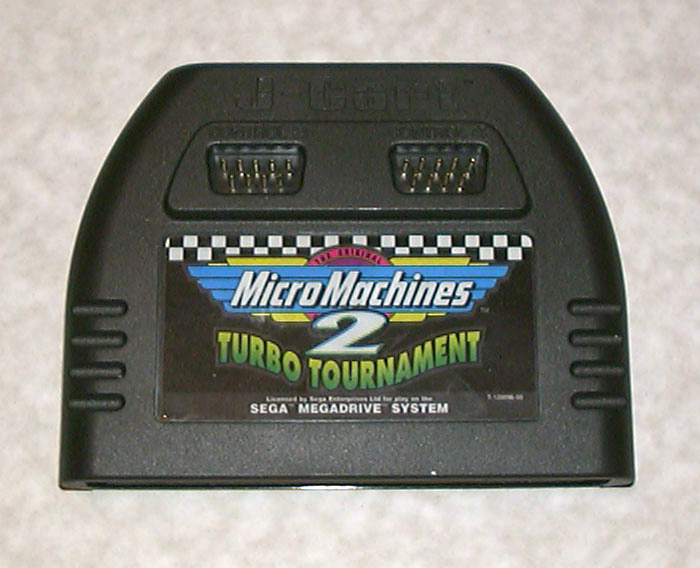
Cartutx de Micro Machines 2 per a Sega Mega Drive amb ports addicionals per a controladors

- Micro Machines

Fonts: